# Райтстаун Тауншип (округ Бакс, Пенсільванія)
Райтстаун Тауншип (англ. Wrightstown Township) — селище (англ. township) в США, в окрузі Бакс штату Пенсільванія. Населення — 3286 осіб (2020).

### Клімат
| Клімат : Райтстаун Тауншип   | Клімат : Райтстаун Тауншип | Клімат : Райтстаун Тауншип | Клімат : Райтстаун Тауншип | Клімат : Райтстаун Тауншип | Клімат : Райтстаун Тауншип | Клімат : Райтстаун Тауншип | Клімат : Райтстаун Тауншип | Клімат : Райтстаун Тауншип | Клімат : Райтстаун Тауншип | Клімат : Райтстаун Тауншип | Клімат : Райтстаун Тауншип | Клімат : Райтстаун Тауншип | Клімат : Райтстаун Тауншип |
| Показник                     | Січ.                       | Лют.                       | Бер.                       | Квіт.                      | Трав.                      | Черв.                      | Лип.                       | Серп.                      | Вер.                       | Жовт.                      | Лист.                      | Груд.                      | Рік                        |
| Середній максимум, °C        | 4,2                        | 6,0                        | 10,6                       | 17,2                       | 22,7                       | 27,7                       | 30,1                       | 29,1                       | 25,3                       | 19,0                       | 12,8                       | 6,6                        | 17,7                       |
| Середня температура, °C      | −0,4                       | 1,1                        | 5,2                        | 11,2                       | 16,5                       | 21,8                       | 24,3                       | 23,4                       | 19,4                       | 12,9                       | 7,6                        | 2,1                        | 12,2                       |
| Середній мінімум, °C         | −5,1                       | −3,8                       | −0,1                       | 5,2                        | 10,4                       | 15,8                       | 18,6                       | 17,8                       | 13,6                       | 6,9                        | 2,3                        | −2,4                       | 6,7                        |
| Норма опадів, мм             | 89                         | 70                         | 103                        | 101                        | 109                        | 111                        | 132                        | 108                        | 112                        | 99                         | 93                         | 103                        | 1231                       |
| Вологість повітря, %         | 66.4                       | 62.7                       | 58.7                       | 57.6                       | 62.1                       | 66.1                       | 66.6                       | 69.1                       | 70.0                       | 69.3                       | 67.9                       | 68.1                       | 65.4                       |
| ---------------------------- | -------------------------- | -------------------------- | -------------------------- | -------------------------- | -------------------------- | -------------------------- | -------------------------- | -------------------------- | -------------------------- | -------------------------- | -------------------------- | -------------------------- | -------------------------- |
| Джерело: PRISM Climate Group |                            |                            |                            |                            |                            |                            |                            |                            |                            |                            |                            |                            |                            |

## Демографія
Згідно з переписом 2010 року, у селищі мешкало 2995 осіб у 1036 домогосподарствах у складі 831 родини. Було 1088 помешкань
Расовий склад населення:
| - 94,5 % — білих - 2,8 % — азіатів - 1,4 % — чорних або афроамериканців - 0,1 % — корінних американців |

До двох чи більше рас належало 0,8 %. Частка іспаномовних становила 1,4 % від усіх жителів.
За віковим діапазоном населення розподілялося таким чином: 25,1 % — особи молодші 18 років, 62,3 % — особи у віці 18—64 років, 12,6 % — особи у віці 65 років та старші. Медіана віку мешканця становила 44,7 року. На 100 осіб жіночої статі у селищі припадало 99,1 чоловіків;  на 100 жінок у віці від 18 років та старших — 101,3 чоловіків також старших 18 років.
Середній дохід на одне домашнє господарство  становив 160 119 доларів США (медіана — 111 434), а середній дохід на одну сім'ю — 173 048 доларів (медіана — 123 106). За межею бідності перебувало 1,5 % осіб, у тому числі 1,2 % дітей у віці до 18 років та 0,2 % осіб у віці 65 років та старших.
Цивільне працевлаштоване населення становило 1487 осіб. Основні галузі зайнятості: освіта, охорона здоров'я та соціальна допомога — 22,7 %, науковці, спеціалісти, менеджери — 15,3 %, роздрібна торгівля — 14,2 %.